# Толбухино (Ярославская область)
Толбухино (до 1950 года — Давыдково) — село в Ярославском районе Ярославской области России.
В рамках организации местного самоуправления входит в Кузнечихинское сельское поселение; в рамках административно-территориального устройства включается в Толбухинский сельский округ в качестве его центра.

## География
Расположено у истока реки Когаши (до XX века называлась Кокоша), берущей начало из озера Тарасово.

## История
Поселения в окрестностях села существовали уже во III тысячелетии до нашей эры. В 2,5 км к западу, у деревни Фатьяново, были впервые обнаружены памятники фатьяновской культуры. Согласно последним исследованиям, представители фатьяновской культуры были носителями гаплогруппы R1a1a1, наиболее распространённой и у современных русских.
Окрестные леса и озера приглянулись для охоты русским царям, и село Давыдково было взято в дворцовое ведомство, в нём содержали псарню и конюшни. Улица, где они находились, до советских переименований носила название Конюхов. На ручье Кокош (ныне Когаша) существовала плотина с водяной мельницей-толчеей, где делали, среди прочего, овсянку для корма охотничьих собак.
Во 2-й половине XVII века царь Алексей Михайлович передал Давыдково во владение своему родственнику боярину Стрешневу. В конце XVII века здесь проездом в Архангельск был Пётр Великий, который сделал вклад в сельскую церковь — напрестольный крест с частицами мощей; крест этот хранили в церкви как святыню.
С конца XVII века село становится торгово-промышленным. Крестьяне занимались торговлей и промыслом как в самом селе, так и в Ярославском посаде и на московских рынках. Из документов Большой Московской Таможни известно, что в 1694 году через неё проходили давыдковские холсты, льняные и хрящевые (грубый холст) рубахи, порты. В то время в Давыдкове были три деревянные церкви, относившиеся к двум приходам — церковь Рождества Богородицы, прихожанами которой были жители села, и церкви Воскресения Христова и Николая Чудотворца, прихожанами которых были жители окрестных деревень.
В XVIII века село украсили двумя каменными пятиглавыми храмами, возведёнными на средства прихожан: в 1732 году построили церковь во имя Троицы Живоначальной, а в 1794 году — церковь во имя Воскресения Христова.
О неземледельческих промыслах жителей Давыдкова в конце XVIII века сообщает Топографическое описание Ярославской губернии: «крестьяне шьют русские сапоги, рукавицы, перчатки, делают серпы и прочий железный товар, всего примерно по цене до 5000 руб.». Изделия из железа сбывали в Ярославле, на Ростовской ярмарке, на местных торжках. Прочие товары отвозили в Петербург, Ригу и другие города. В то время село перешло во владение помещикам Азанчееву и Глебовым.

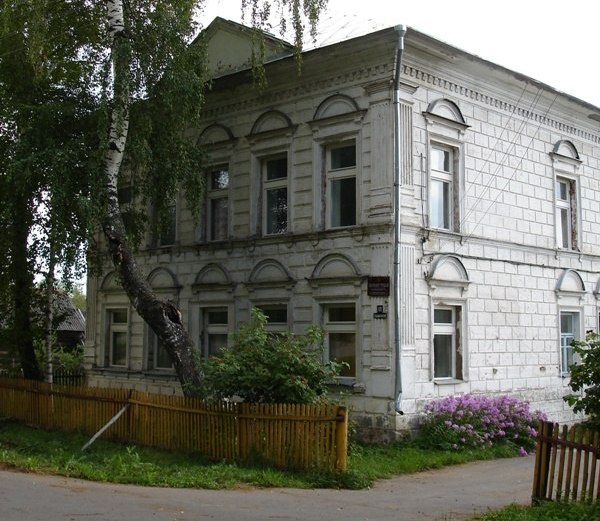
Дом Петра Шелепова, XIX век

К середине XIX века в селе, являвшемся центром Давыдковской волости, было 196 дворов, работало 5 кожевенных предприятий: Кисловых, Работнова, Иконникова и другие, скупающих по округе сырые кожи и сырьё. Давыдково стало крупным селом с хорошо развитой торговлей, служащим для очень большого района местом сбыта и покупки необходимых предметов крестьянского обихода. Во 2-й половине XIX века были открыты две школы, врачебный пункт и почтово-телеграфное отделение, создано пожарное депо Вольного пожарного общества. Из описания Давыдкова в 1880-е годы: «… дома, большей частью каменные, двухэтажные, большие, красивой архитектуры… В числе деревянных зданий встречаются большие и двухэтажные… На многих из них по карнизу и фронтону находятся лепные украшения. Дома эти составляют собственность лепщиков». На начало XX века несколько улиц села состояли почти сплошь из каменных домов с лепным декором на фасадах. Деревянные дома были украшены резьбой.
Документы 1916—1917 года фиксируют существовавшие в селе кожевенное предприятие и трактир Иконникова, торговлю мануфактурой и галантерейным товаром Борисова. В 1920-е годы в селе работал сыроваренный и маслодельный завод Давыдковского кооперативного «Рассадника».
В советское время Троицкая и Воскресенская церкви были разграблены и в 1935 году закрыты. Храмы стали использовать как производственные помещения, доведя их до полуразрушенного состояния.
24 июня 1950 года село Давыдково переименовали в Толбухино в честь маршала Фёдора Толбухина, родившегося в близлежащей деревне Андроники.

### Административное подчинение
В XVI—XVII веках Давыдково было в составе Городского стана Ярославского уезда Замосковного края. С 1708 года — в составе Ярославского уезда Санкт-Петербургской губернии. В 1719 году уезд включён в Ярославскую провинцию, переданную в 1727 году в состав Московской губернии. В 1777 году село включено в состав Романовского уезда Ярославского наместничества, а с 1796 года — Ярославской губернии. С 1822 года уезд стал именоваться Романово-Борисоглебским.
В 1918 году большевики переименовали уезд в Тутаевский. В 1923-м Давыдково включили в состав Ярославского уезда. В 1924 году Давыдковскую волость переименовали в Октябрьскую. В 1929-м волость ликвидировали, включив территорию в состав Ярославского района Ивановской промышленной области. В 1932 году Ярославский район ликвидировали, включив Давыдково в Тутаевский район. В 1936 году включили в состав Ярославского района Ярославской области. В 1946 году село сделали центром Давыдковского района. В 1950-м район переименовали в Толбухинский. В 1957 году район ликвидировали, село вновь включили в состав Ярославского района.

## Население
В 1862 году в селе проживали 1213 человек, в 1897-м — 1036 человек, в 1914-м — 1229 человек.
| 1859 | 1914  | 2002 | 2007 | 2010 |
| ---- | ----- | ---- | ---- | ---- |
| 1316 | ↘1229 | ↘553 | ↗628 | ↘520 |

## Достопримечательности
- Историко-музейный комплекс «Толбухино». Объединяет 24 небольших исторических музея, разместившихся в зданиях, являющихся архитектурными памятниками XIX века[22].

- Церковь Троицы Живоначальной. Каменная пятиглавая церковь с колокольней была построена в 1732 году на средства прихожан на месте старого деревянного храма. Имела тёплые приделы в честь Рождества Богородицы и во имя Архангела Михаила. Была приходской церковью для жителей села. В 1935 году закрыта советскими властями. Храм использовали как клуб, пожарную часть, гараж. Колокольню, трапезную и главы разрушили. Ныне не действует, восстановление не ведётся.

- Церковь Воскресения Христова. Каменная пятиглавая церковь с колокольней была построена в 1794 году на средства прихожан. Имела тёплые приделы в честь Казанской иконы Богородицы и во имя Николая Чудотворца. Была приходской церковью для жителей 22 деревень, окружавших село. В 1935 закрыта советскими властями, главы и колокольню разрушили в 1955 году. Храм использовали под молокозавод. До сих пор используют как производственное помещение.

- Часовня Михаила Архангела. Действующая. Построена рядом с Троицкой церковью. Реставрация проведена в 2008—2012 годах[23].

- Памятник Ф.И. Толбухину[24].

- Памятник воинам-землякам, погибшим во время Великой Отечественной войны[24].

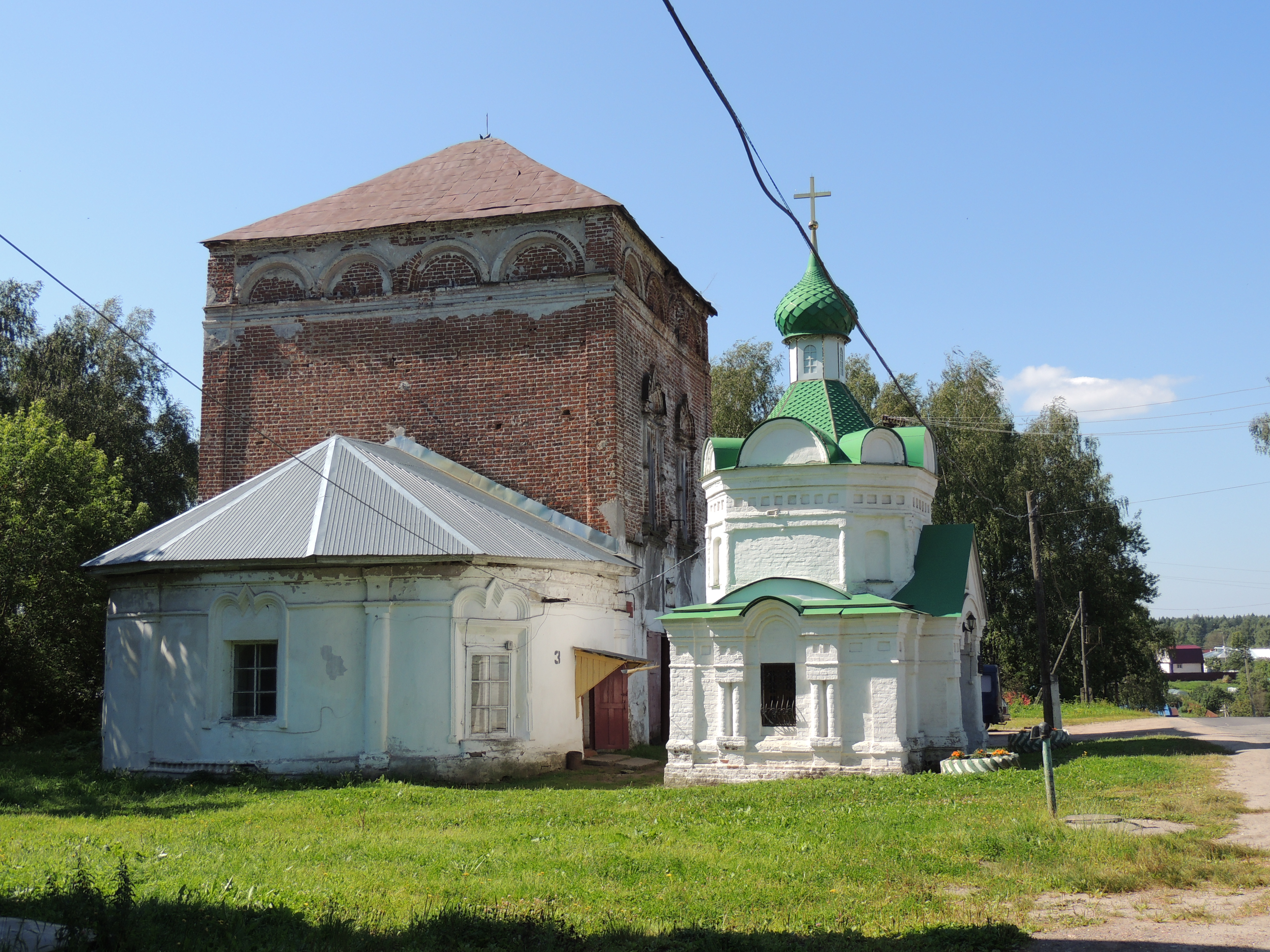
Троицкая церковь и Архангельская часовня. Вид с северо-востока
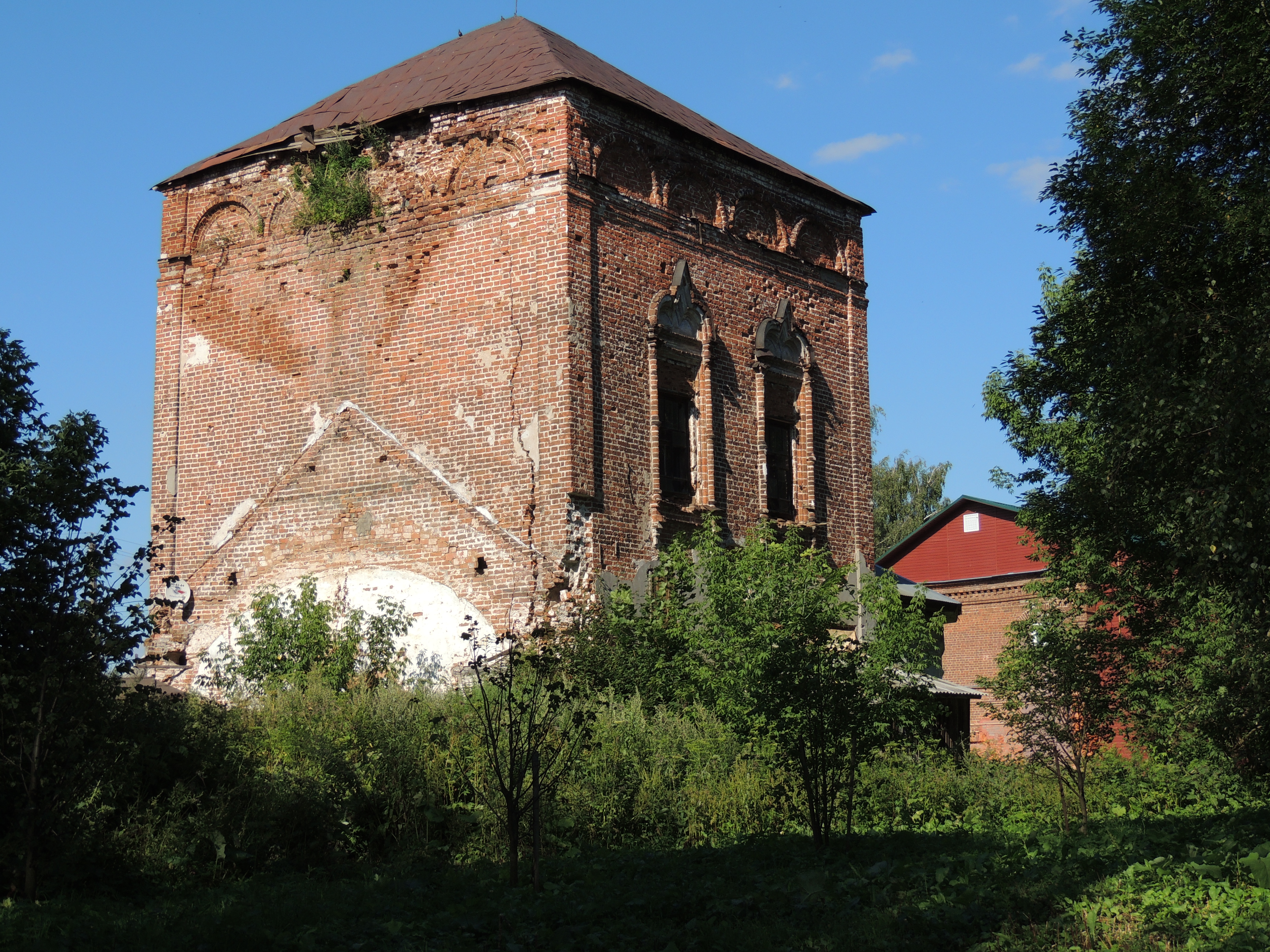
Троицкая церковь. Вид с юго-запада
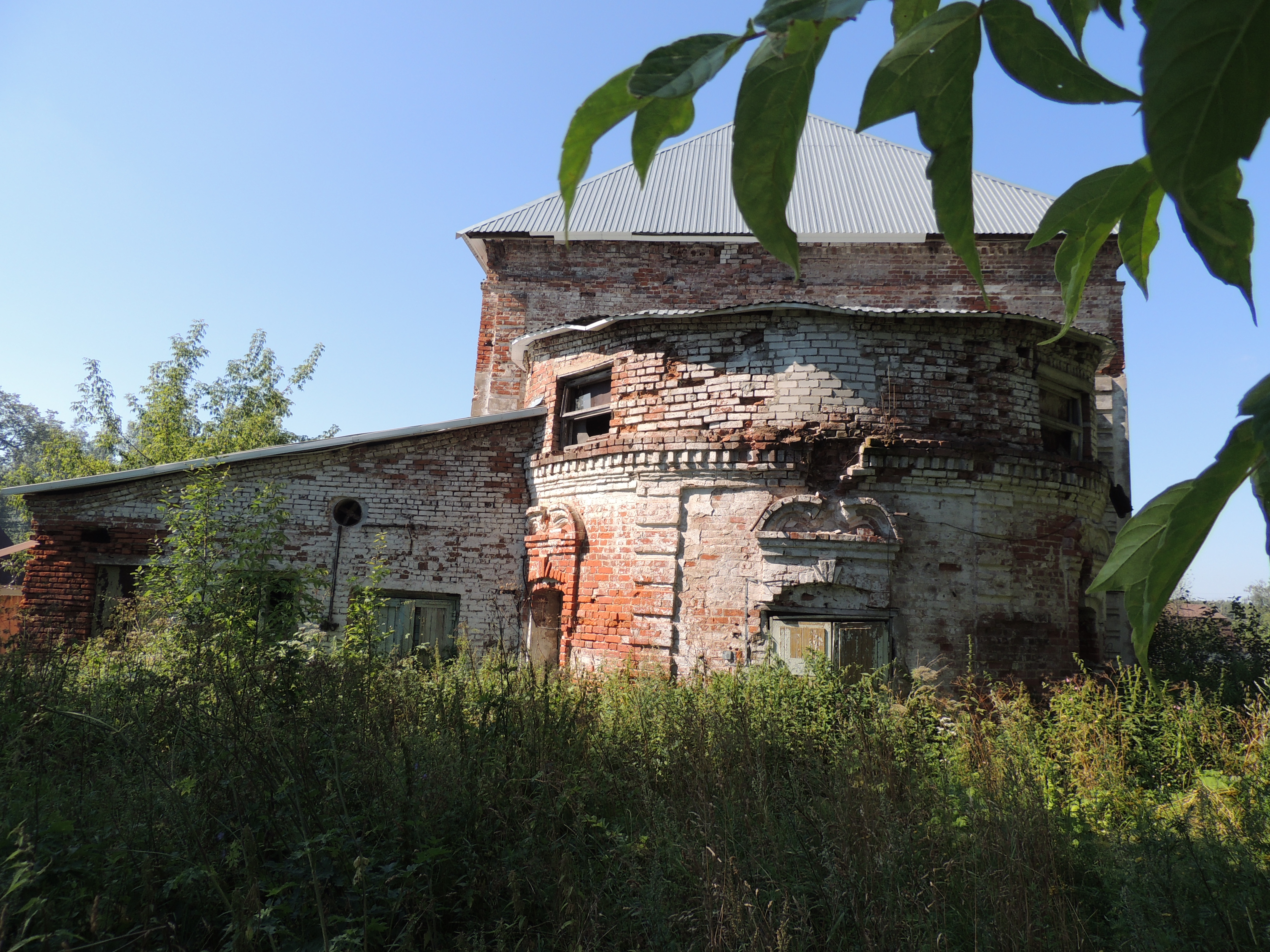
Воскресенская церковь. Вид с востока
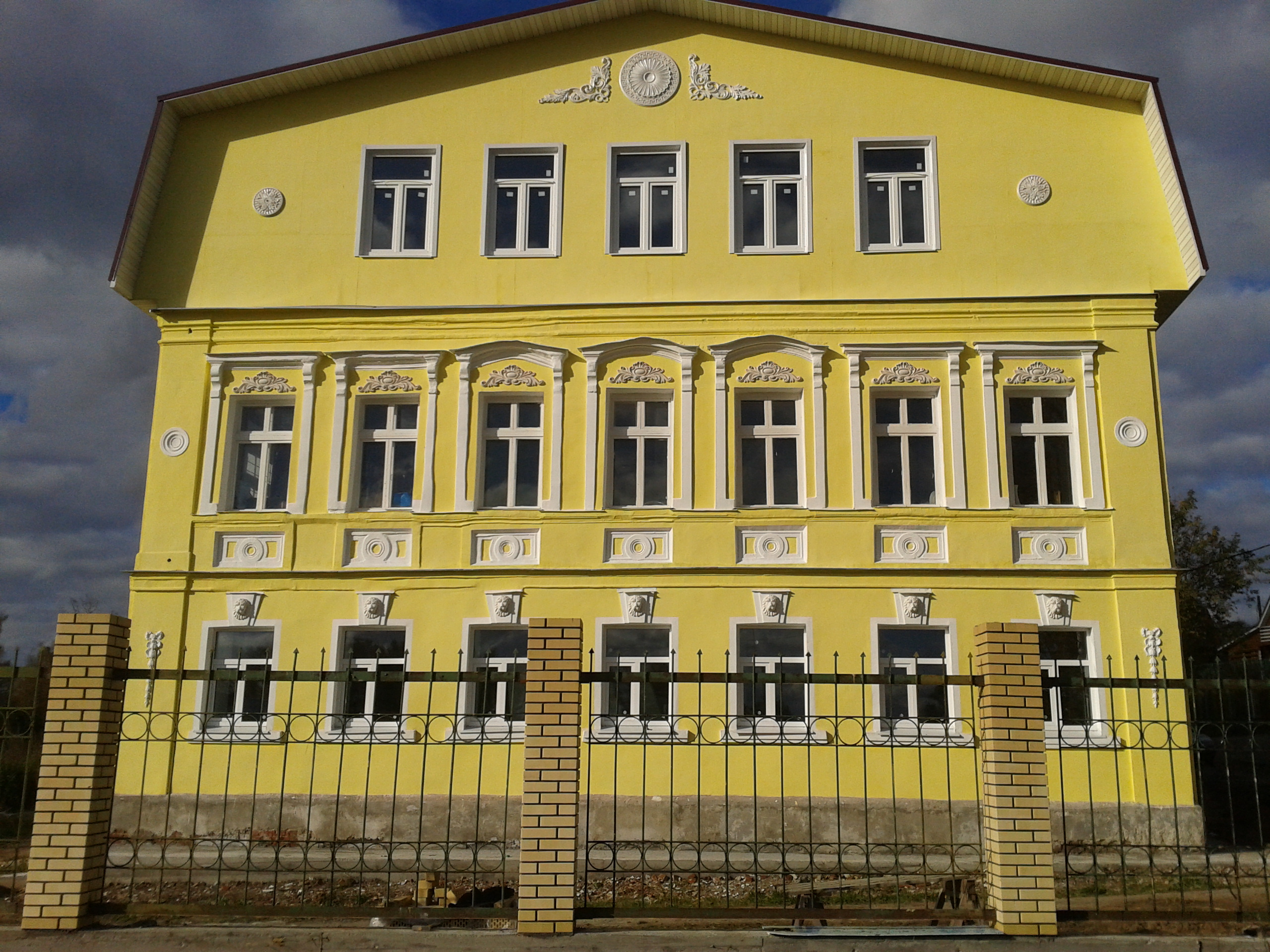
Музей-усадьба купца Ивана Кислова

## Галерея

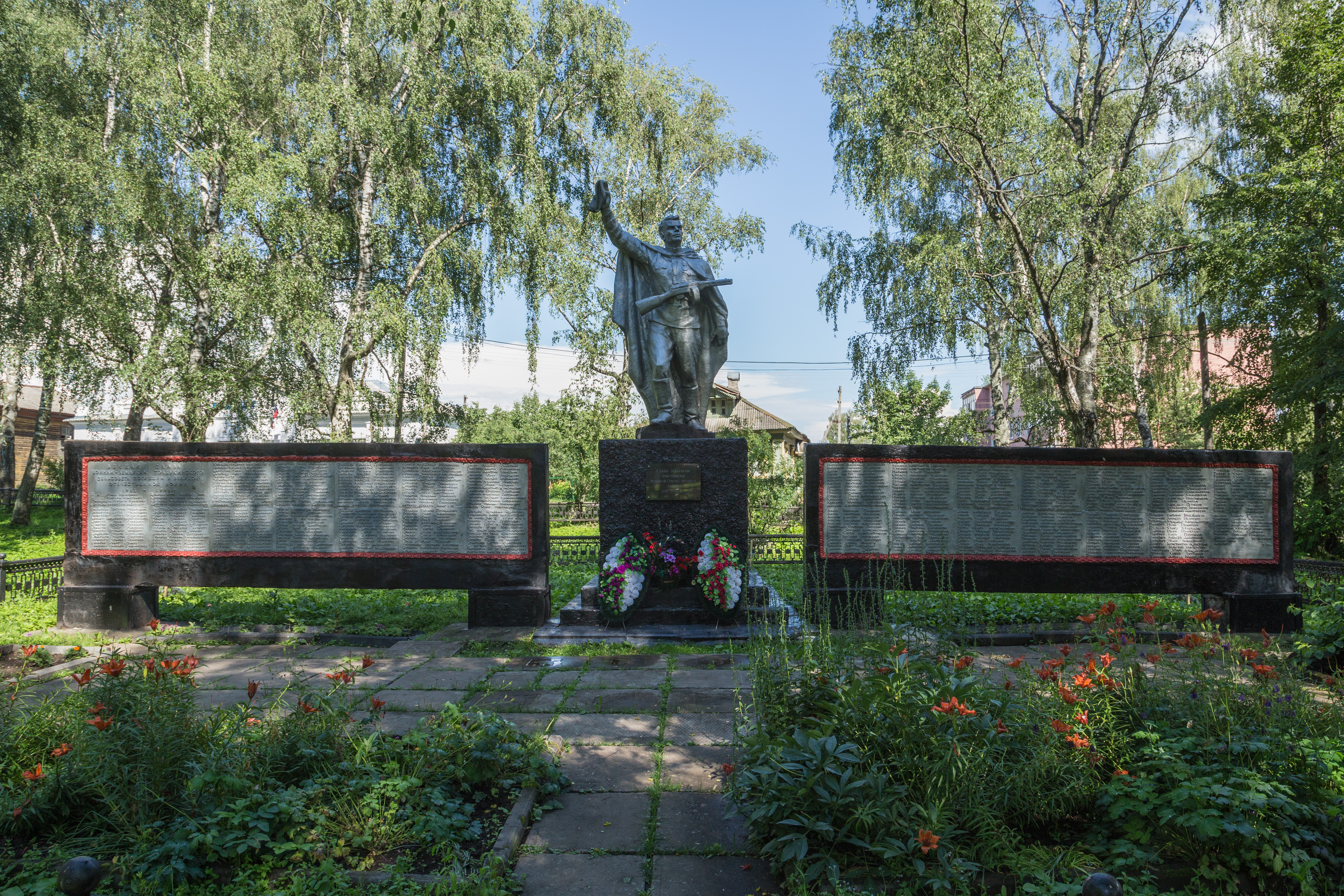
Памятник 367 воинам-землякам Давыдковского сельсовета, погибшим в Великой Отечественной войне
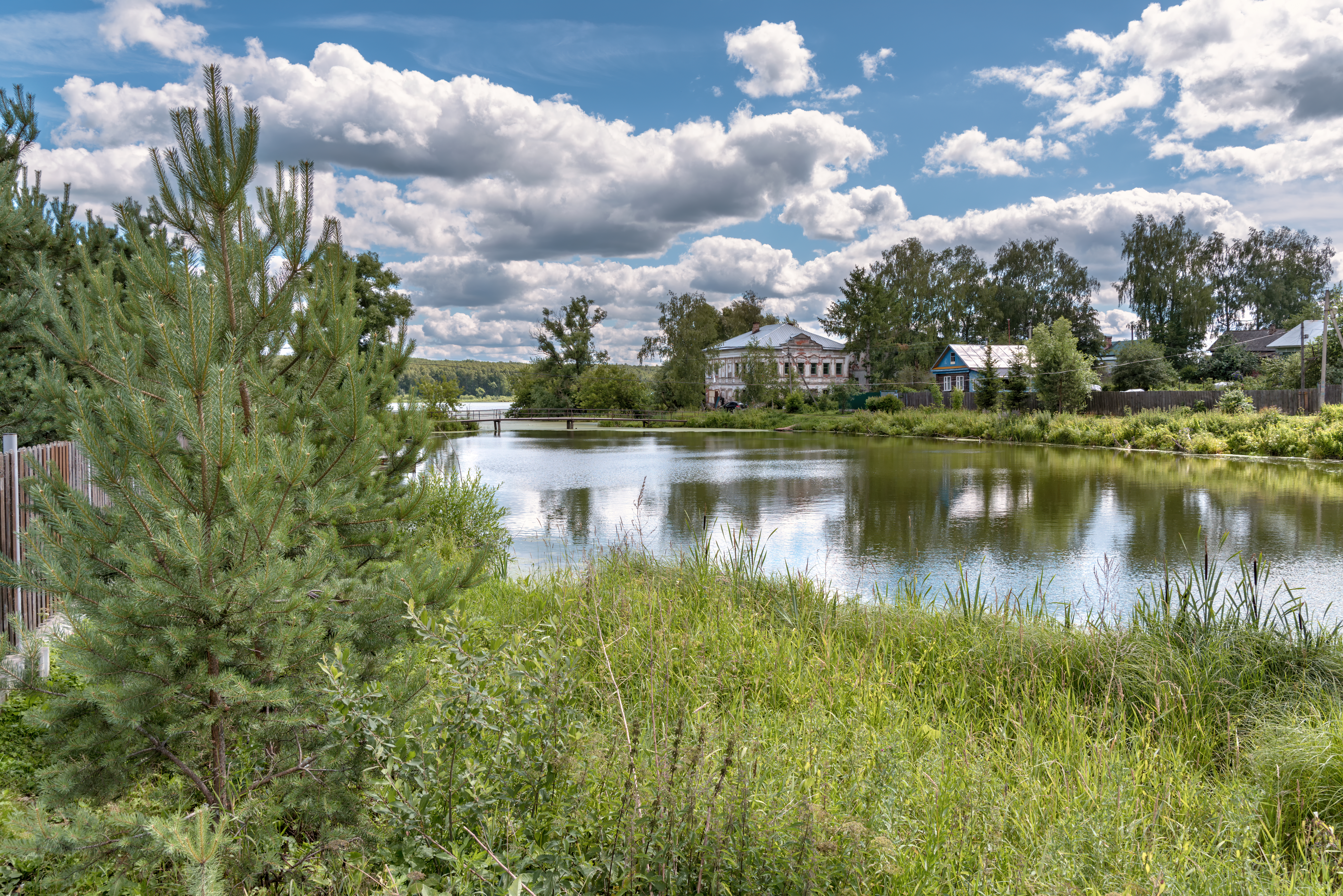
Исток реки Когаши
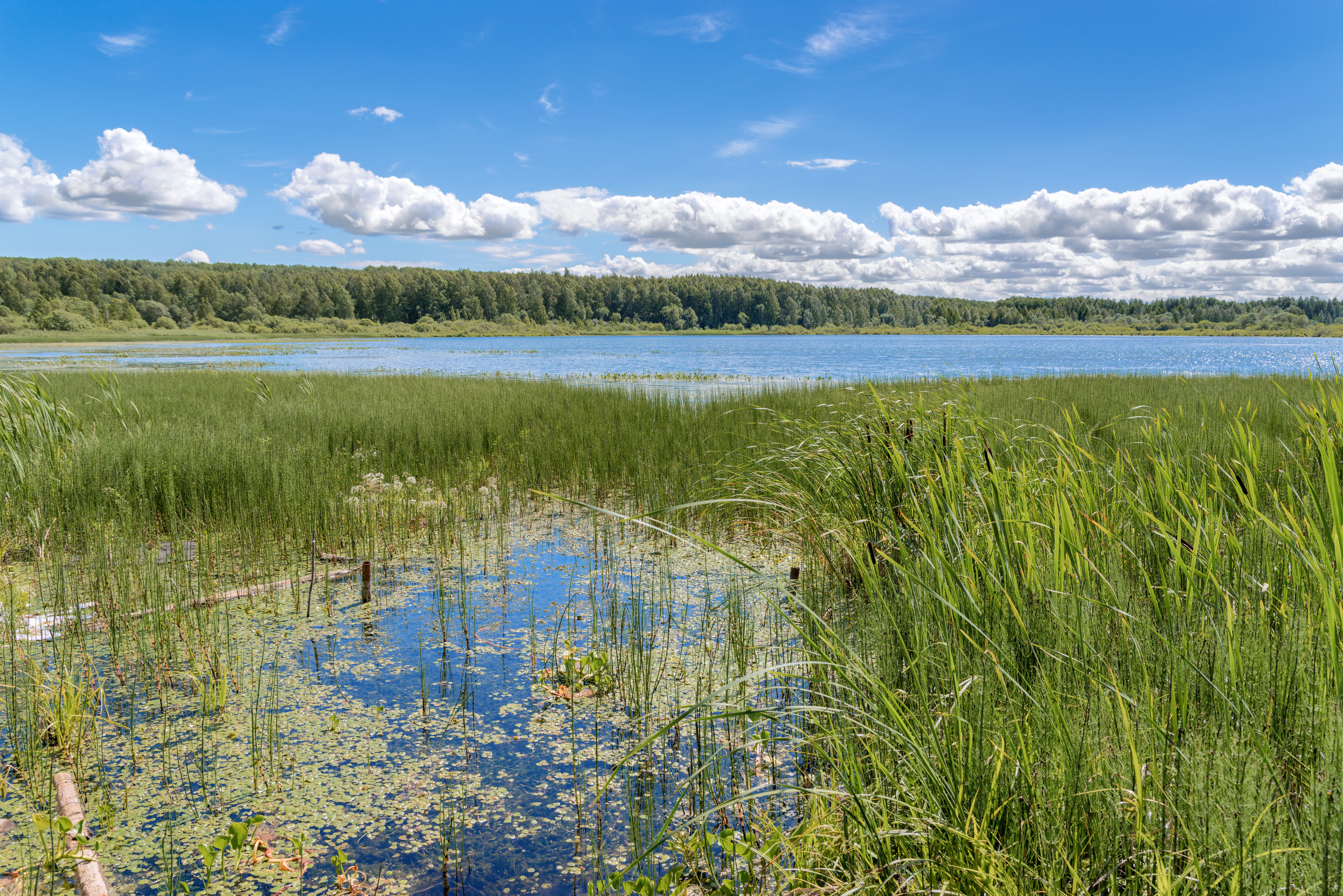
Озеро Тарасово к югу от села
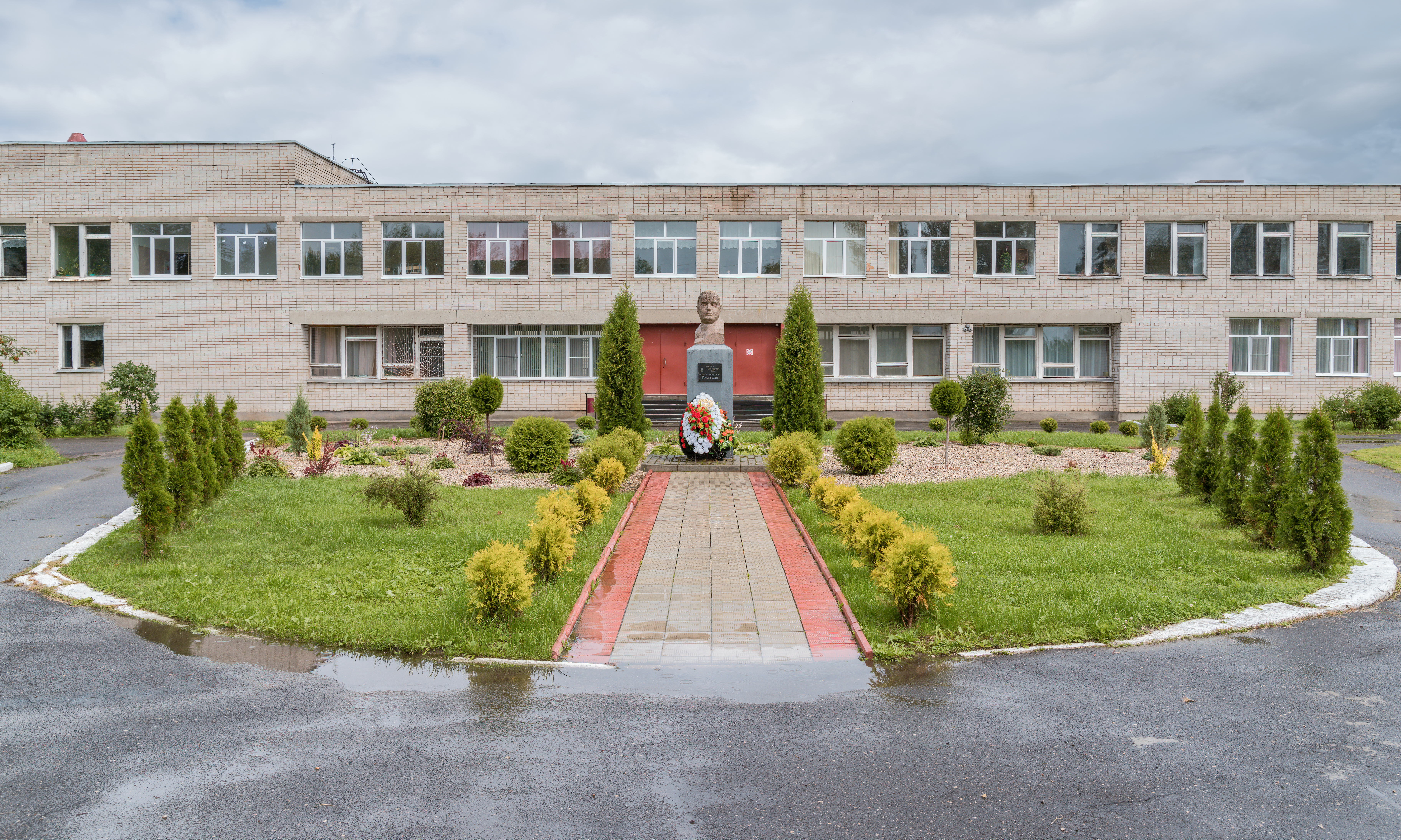
Памятник Ф. И. Толбухину перед школой имени Ф. И. Толбухина

## Инфраструктура
Амбулатория (филиал Ярославской центральной районной больницы).